# Meine Cousine Rachel (2017)
Meine Cousine Rachel ist ein Film von Roger Michell aus dem Jahr 2017 nach dem gleichnamigen Roman (1951) von Daphne du Maurier.

## Unterschiede zur Romanvorlage
Der Film hält sich grundsätzlich eng an die Romanvorlage. Allerdings kommt es am Schluss zu Abweichungen. Im Roman durchsucht Philip mit Hilfe von Louise Rachels Zimmer nach Beweisen, dass sie seinen Cousin vergiftet hat und dabei ist, auch ihn zu vergiften. Hinweise auf die Gefährlichkeit der Brücke, über die Rachel ihren morgendlichen Ausritt nehmen wird, hat er zuvor ignoriert. Stichhaltige Beweise findet er keine, jedoch stürzt Rachel auf der Brücke zu Tode.
Auch im Film durchsuchen er und Louise erfolglos Rachels Zimmer nach Beweisen für einen versuchten bzw. durchgeführten Giftmord. Währenddessen nimmt Rachel mit ihrem Pferd den schmalen Küstenweg und stürzt über die Klippen, wo Philip sie tot vorfindet. Der Film endet mit einer Szene, in der Philip an der Seite von Frau (Louise) und Kind unterwegs ist, über starke Kopfschmerzen klagt, die auch seinen Cousin Ashley gequält hatten, der – nach dem Gutachten der Ärzte – an einem Hirntumor gestorben ist.

## Produktion

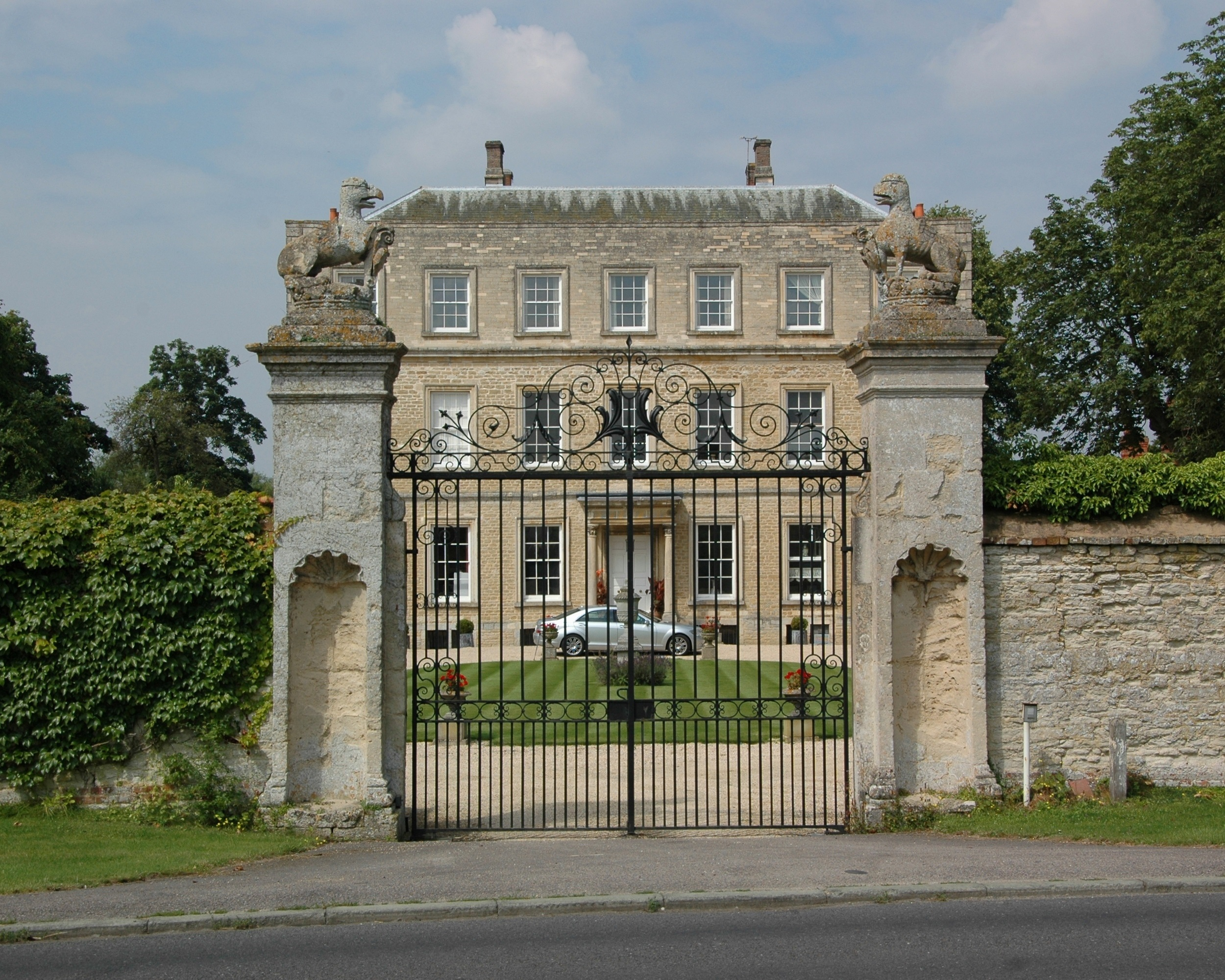
Newington House bei Oxford diente als einer der Drehorte des Films

Anders als in der ersten Verfilmung des Romans durch Henry Koster, der in Cornwall gedreht wurde, wo auch der Roman spielt, wählte Roger Mitchell andere Drehorte in Südengland (Surrey, Sussex, Devon u. a.)
Als Ashleys Wohnsitz dient West Horsley Place in Surrey, ein zwischen dem 16. und 18. Jahrhundert erbautes Herrenhaus, das lange nicht mehr baulich verändert worden war, und dessen Bausubstanz sich in einem vernachlässigten Zustand befand. Durch einen gerade erfolgten Besitzerwechsel hatte das Filmteam relativ freie Hand, die Innenräume des Hauses nach und nach zu renovieren und umzugestalten.
Als Haus der reichen Familie Kendall diente Newington House, südlich von Oxford, die Dorfszenen wurden in Old Amersham in Buckinghamshire gedreht, die Stallungen gehören zu Stockers Farm in Rickmansworth.
Die alte Dorfkirche, in der sich Philipp Ashley und Louise Kendall treffen, ist die Kirche St. Peter in Hamsey, Sussex. Außenaufnahmen fanden an den Klippen der Küste von Devon statt. Die Szenen in Italien am Anfang des Films wurden in Florenz und in Anghiari aufgenommen.

## Auszeichnungen
Dinah Collin wurde für das Design der Kostüme für den British Independent Film Award 2017 nominiert.

## Kritiken
„Neuverfilmung eines Gesellschaftsromans von Daphne du Maurier mit prächtiger Ausstattung und ausgezeichneten Darstellern. Moderne Ansätze bleiben weitgehend auf die ambivalente Zeichnung der Titelfigur beschränkt, während einige allzu melodramatische Momente irritieren.“

Die Kritikerin der NZZ lobt die schauspielerische Leistung von Rachel Weisz und besonders die Fantasie und historische Genauigkeit der Kostümbildnerin Dinah Collins, vermisst jedoch Hintergründigkeit und „suspense“, die Alfred Hitchcocks Du Maurier-Verfilmungen auszeichnen. „Das Spiel mit Ambivalenzen gelingt Rachel Weisz zweifellos, sie erinnert ein wenig an Ingrid Bergman als Alicia in Hitchcocks «Notorious». Die akkurat recherchierten Kostüme Dinah Collins unterstützen sie virtuos dabei: Rachel ist mal hingebungsvoll im Spitzennachthemd, mal kühl und unnahbar mit langem Schleier, mal sportlich-elegant in leuchtender weinroter Reitjacke. Als geheimnisvolle Lady ist Rachel ganz Femme fatale, aber die abgründigen Phantasien eines Noir lässt uns der Film nicht spüren. Die schicksalhaften Brüche, die Düsternis der früheren Du-Maurier-Verfilmungen bleiben hier hinter der polierten Oberfläche eines klassischen Kostümfilms verborgen“.
Daniel Benedict schreibt in der Osnabrücker Zeitung: „Im fatalen Wiederholungszwang, mit dem Philip die Liebestragödie seines älteren Cousins kopiert, ist Roger Michells Film nah bei Hitchcock. Visuell hält „Meine Cousine Rachel“ dem Vergleich nicht mehr stand. Statt die effektive Bildsprache des Vorbilds zu bedienen, verliert Michell sich im Dekorativen, lässt die Kamera über Cornwalls grüne Weiden fliegen und die Perlen zerrissener Ketten malerisch über den Boden hopsen. Sei‘s drum. Dem Vergnügen am unauflöslichen Rätsel dieser finsteren Liebe tut das kaum einen Abbruch.“